# Štěpánov (Leština u Světlé)
Štěpánov (německy Stiepanau) je vesnice, část obce Leština u Světlé v severozápadní části okresu Havlíčkův Brod. Nachází se zhruba 1 km východně od Leštiny v údolí Sázavky. V roce 2009 zde bylo evidováno 29 adres. V roce 2001 zde trvale žilo 70 obyvatel.
Štěpánov leží v katastrálním území Štěpánov u Leštiny o výměře 2,89 km².

## Fotogalerie

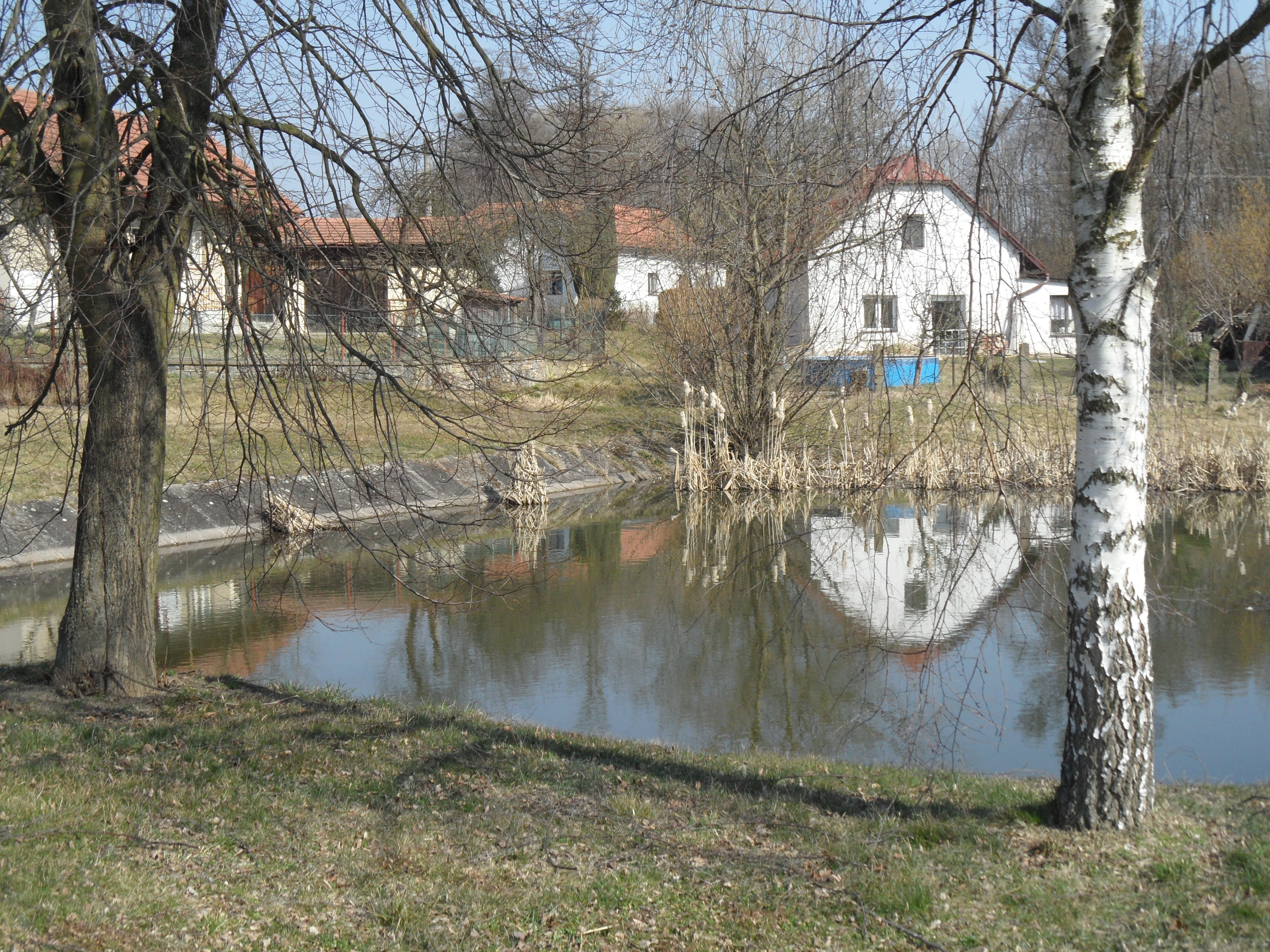
Rybníček v obci
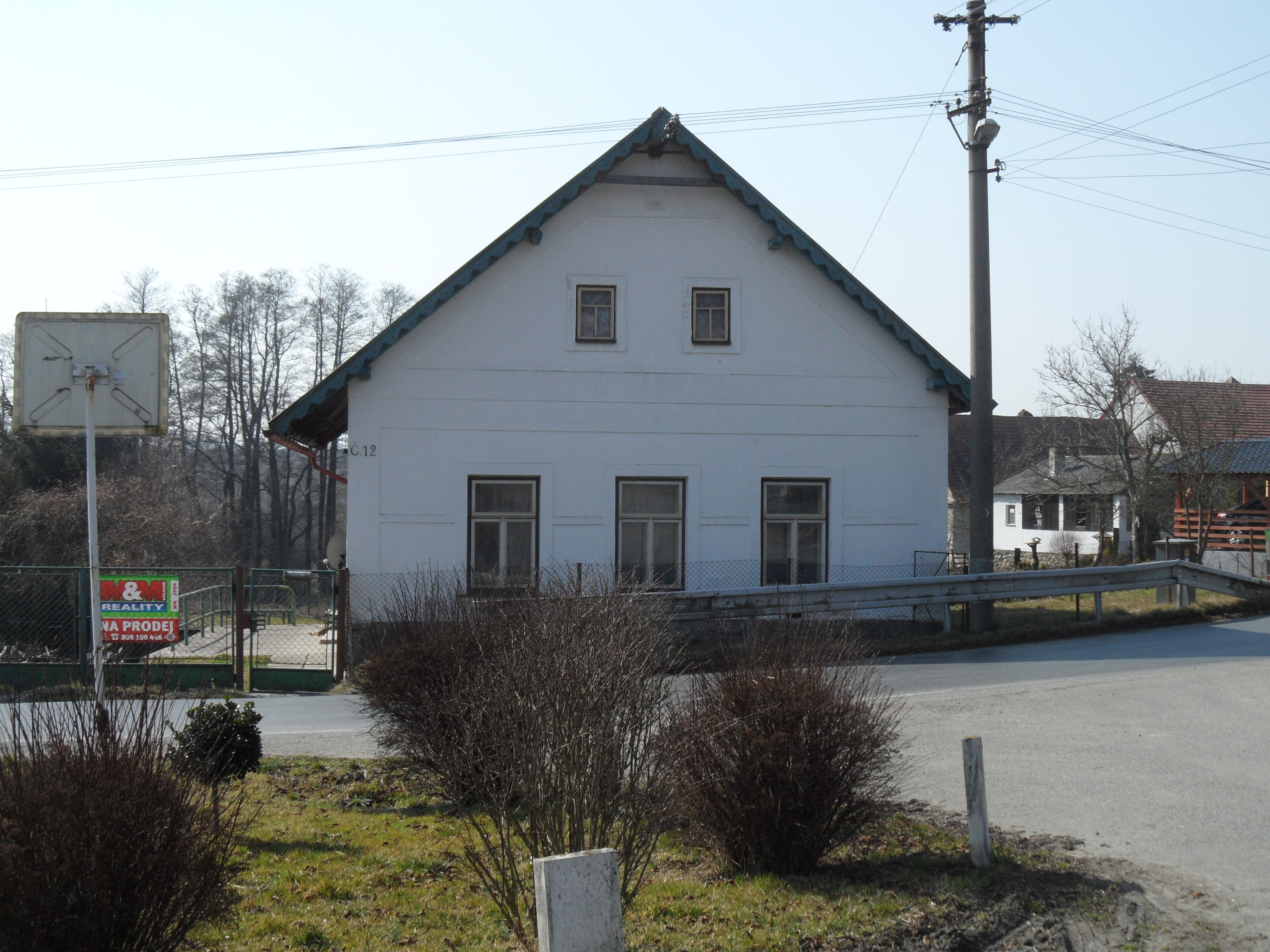
Dům u silnice
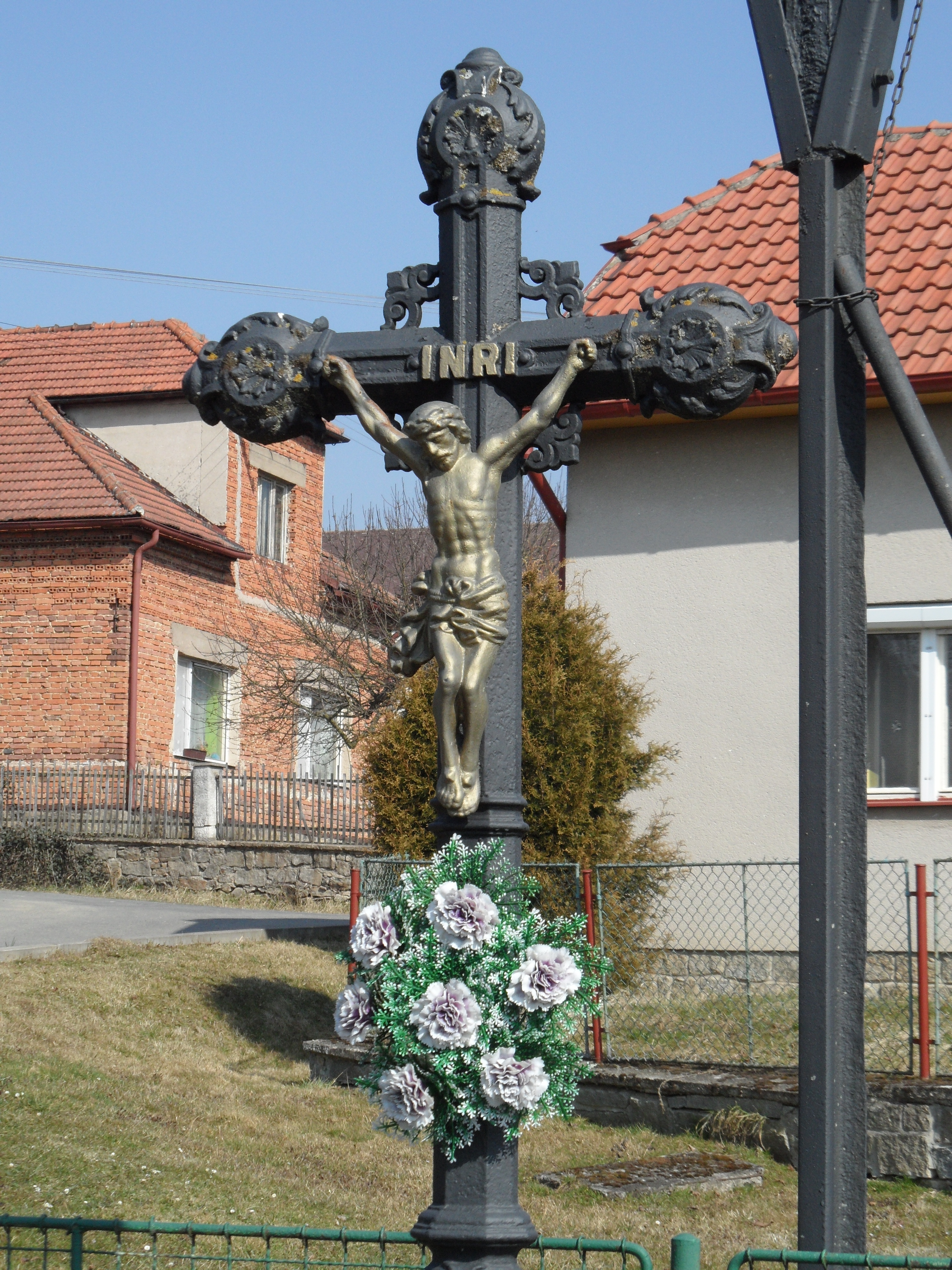
Křížek
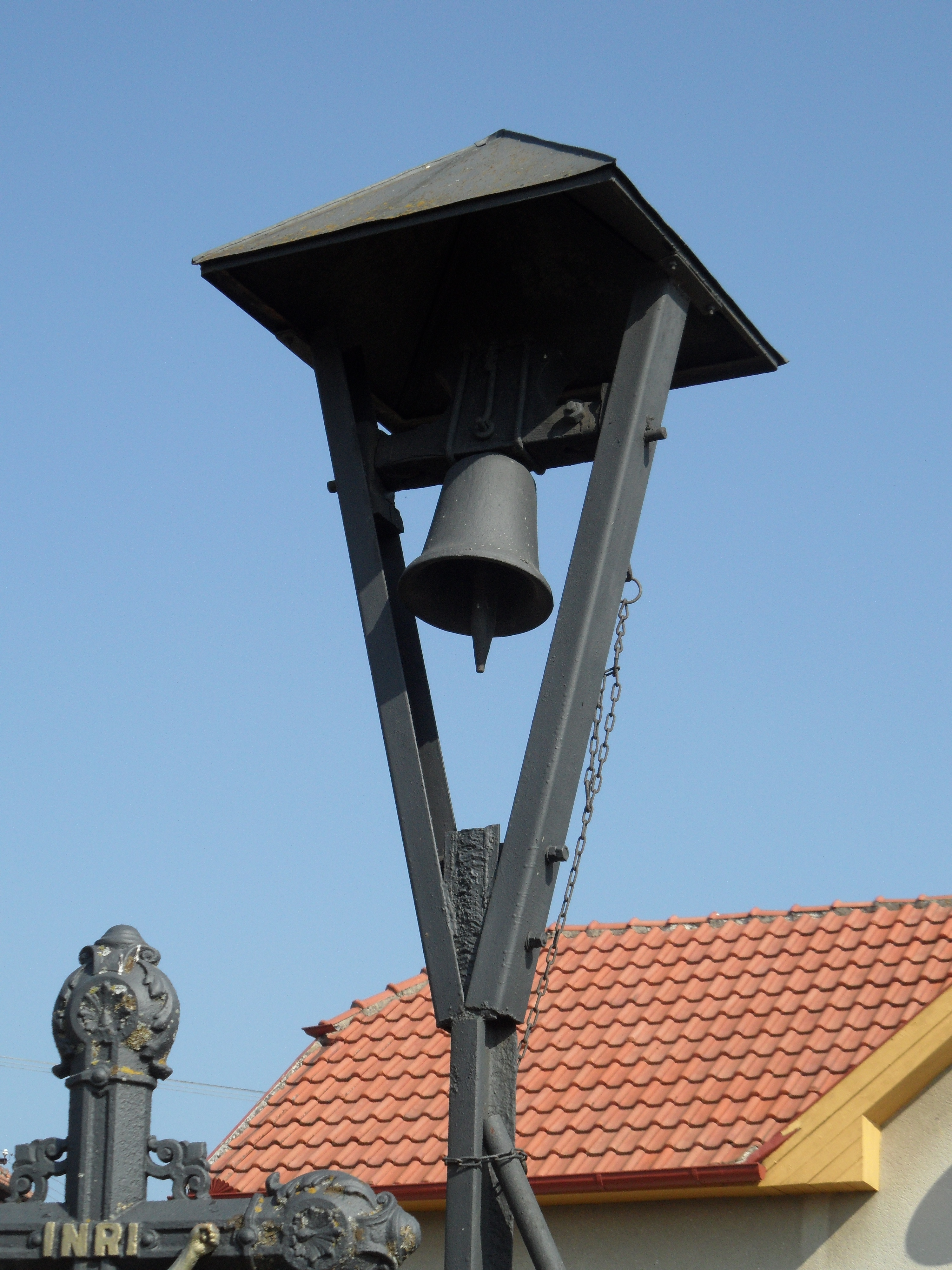
Zvonička